# أبراهام تسفي إيديلسون
أبراهام تسفي إيديلسون (بالعبرية אַבְרָהָם צְבִי אידלסון؛ 14 يونيو 1882 - 14 أغسطس 1938)، باحث في علم الأعراق وعلم الموسيقى خاصةً الموسيقى اليهودية.

## حياته
بعد إكماله مرحلة التعليم في روسيا ودراسة الموسيقى في كونيجسبورغ، لندن، برلين ولايبزغ

## روابط خارجية
- أبراهام تسفي إيديلسون على موقع الموسوعة البريطانية (الإنجليزية)
- أبراهام تسفي إيديلسون على موقع ميوزك برينز (الإنجليزية)
- أبراهام تسفي إيديلسون على موقع ديسكوغز (الإنجليزية)